# Él es mi ídolo
«Él es mi ídolo» es un sencillo del álbum La cultura de la basura (1987) del grupo chileno Los Prisioneros. Es la décima pista de la edición chilena del álbum y la octava de la edición latinoamericana.

## Canción
Esta canción hace referencia al fenómeno del culto a la personalidad de los ídolos del rock. Cuenta, desde la perspectiva de un fan, cómo se construye una adoración que está basada en aspectos tan vacíos como la apariencia. La opinión generalizada es que esta canción está dedicada en forma irónica a Gustavo Cerati, pero Jorge González negó esta teoría. Según Claudio Narea, el «ídolo» en cuestión estaba basado en la actitud de Pelo Madueño, baterista de Miki González durante la grabación del álbum Tantas veces.

## Versiones
El grupo Javiera y Los Imposibles grabó una versión para el disco Tributo a Los Prisioneros (2000).